# Schelde
Die Schelde (französisch Escaut [ɛsko], lateinisch Scaldis) ist ein Fluss in Frankreich, Belgien und den Niederlanden.

## Verlauf, Charakteristik und Mündung

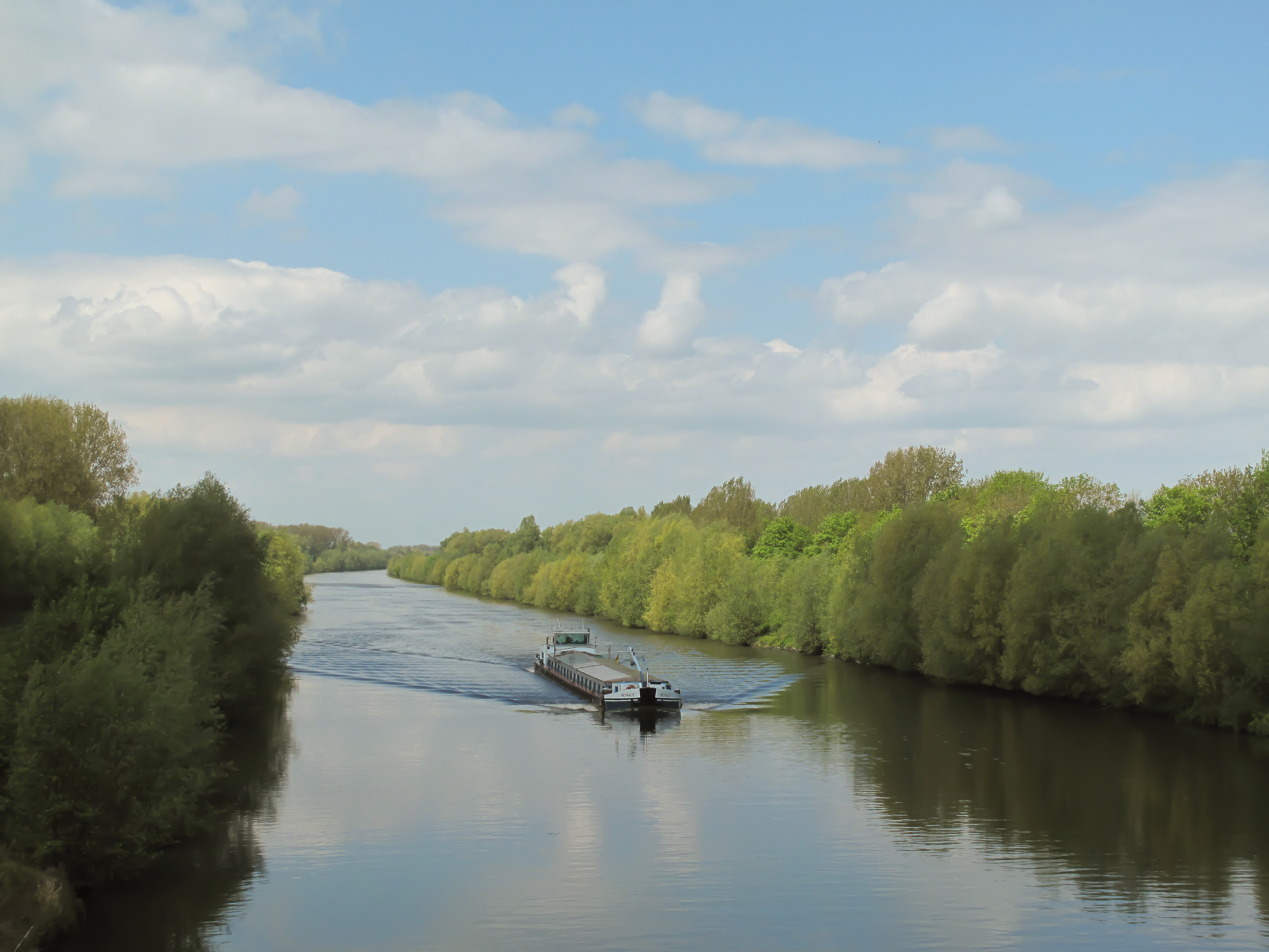
Schelde zw. Bruille-St-Amand und Hergnies nördl. von Valenciennes

Die Schelde entspringt in Gouy im Norden Frankreichs, etwa 16 km nördlich von Saint-Quentin und kreuzt nach rund 104 km die Grenze nach Belgien. Nach weiteren 26,5 km erreicht sie Flandern. Für Westflandern bildet sie nur die Südostgrenze und fließt dann durch Ostflandern und die Provinz Antwerpen. Die Stadt Antwerpen im Mündungsgebiet hat einen großen Tiefwasserhafen, d. h., er kann auch von sehr großen Containerschiffen angelaufen werden. Er war von 2009 bis 2014 etwa gleichauf mit dem Hafen Hamburg, der dann aber zurückfiel, und ist seither der zweitgrößte Containerhafen Europas (gemessen an den umgeschlagenen Container-TEU).
Als Grenze vom Binnengewässer zum Ästuar (Mündungstrichter, ein inneres Küstengewässer), der 56 km langen Westerschelde, wird üblicherweise die belgisch-niederländische Grenze genommen. Wegen des geringen Gefälles reicht der Gezeiteneinfluss 100 km weiter flussaufwärts.
Am Beginn des Westerschelde-Ästuars hat die Schelde einen mittleren Abfluss von 127 m³/s. Die bis zu fünf Kilometer breite Trichtermündung (Westerschelde) gilt als ein Habitat von außergewöhnlichem ökologischem Reichtum.
Das Mündungsgebiet in der niederländischen Provinz Zeeland hat eine komplizierte Geschichte: Bis vor 8000 Jahren lag der Unterlauf in der Nähe des heutigen Kanals Gent-Terneuzen. Versandung bewirkte dann eine Verlagerung der Mündung weit nach Osten. Vor etwa 5000 Jahren zapfte ein Meereseinbruch jenen östlichen Lauf an und es entstand die Oosterschelde. Im 10. Jahrhundert n. Chr. weitete ein neuer Meereseinbruch das bis dahin unbedeutende Marschengewässer Honte landeinwärts aus, bis es die Schelde erreichte und zur Westerschelde wurde. Bis ins 17. Jahrhundert bestand die doppelte Mündung aus Westerschelde und Oosterschelde. Da letztere bis ins 20. Jahrhundert auch Zufluss aus der Maas erhielt, werden die Mündungsgebiete von Schelde, Maas und Rhein auch zusammen als Rhein-Maas-Schelde-Delta betrachtet, obwohl die Schelde nicht zum Flusssystem des Rheins gehört. Allerdings versandete die Oosterschelde nahe der Gabelung von der Westerschelde im 17. und 18. Jahrhundert. Im 20. Jahrhundert wurde die Oosterschelde im Rahmen des Deltaplans auch vom Zufluss aus der Maas abgeschnitten und ist nun eine – seit 1986 durch das Oosterscheldesperrwerk vor Sturmfluten geschützte – Meeresbucht.

## Bilder

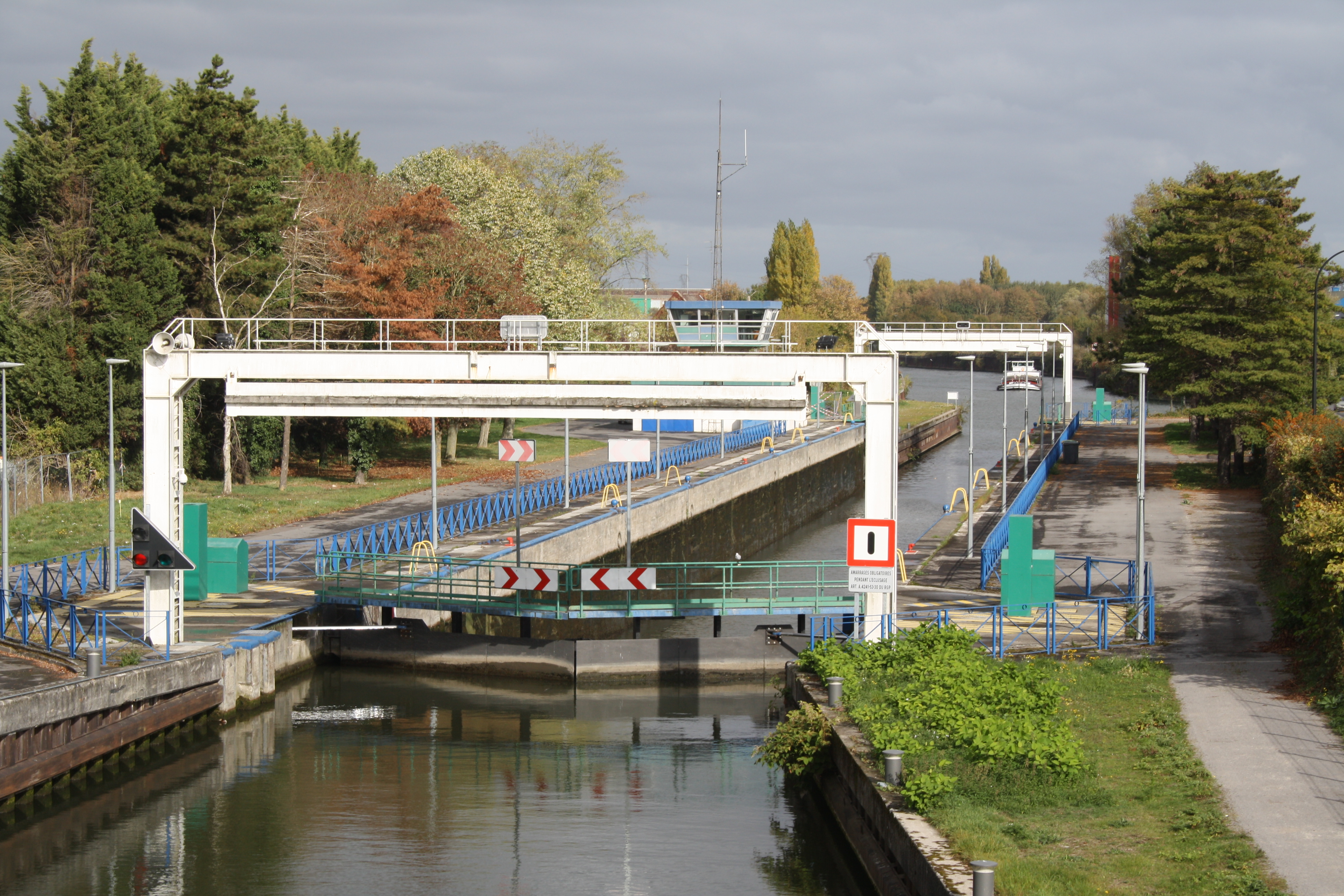
Schleuse in Valenciennes
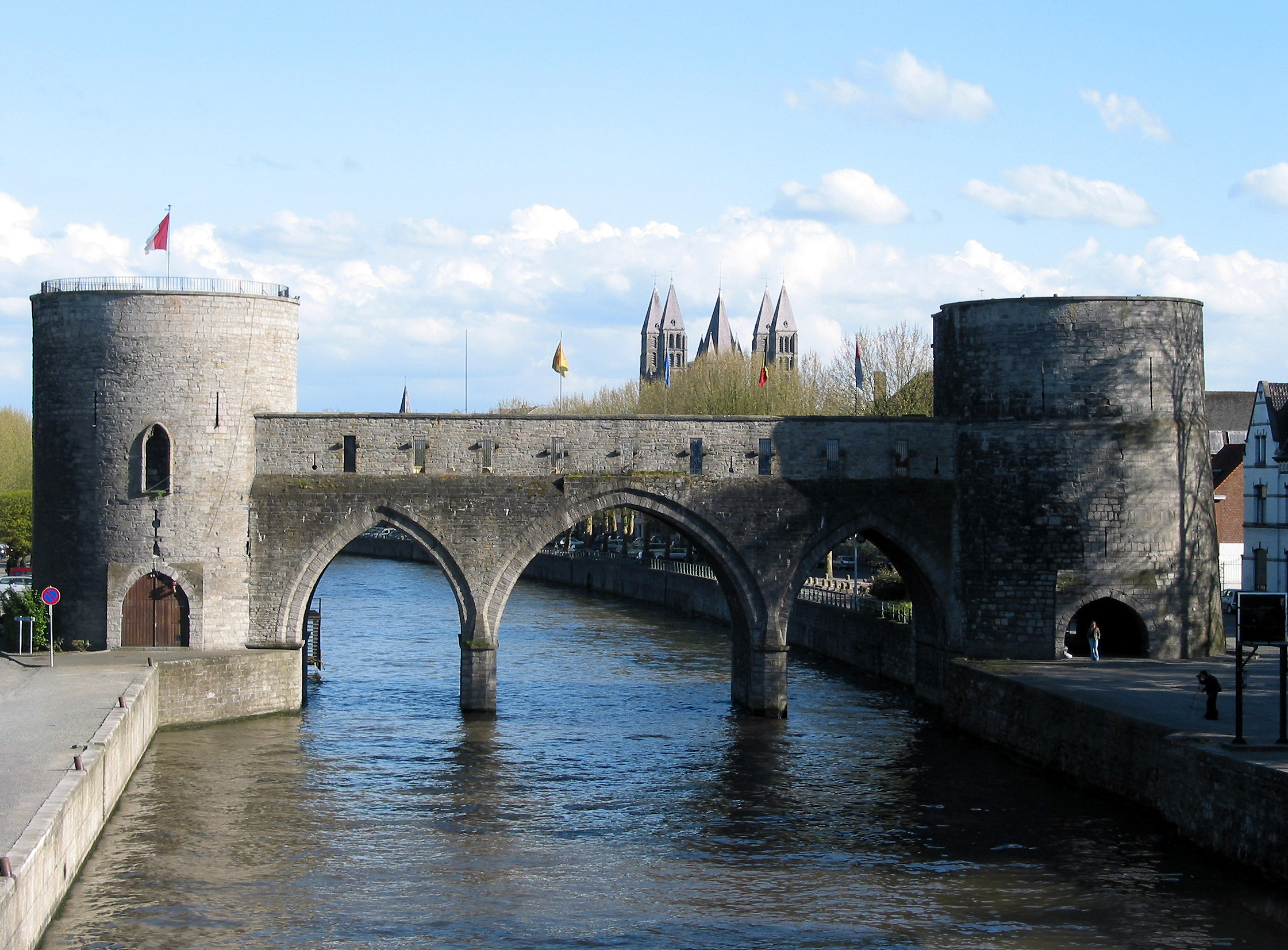
Pont des Trous und Kathedrale in Tournai
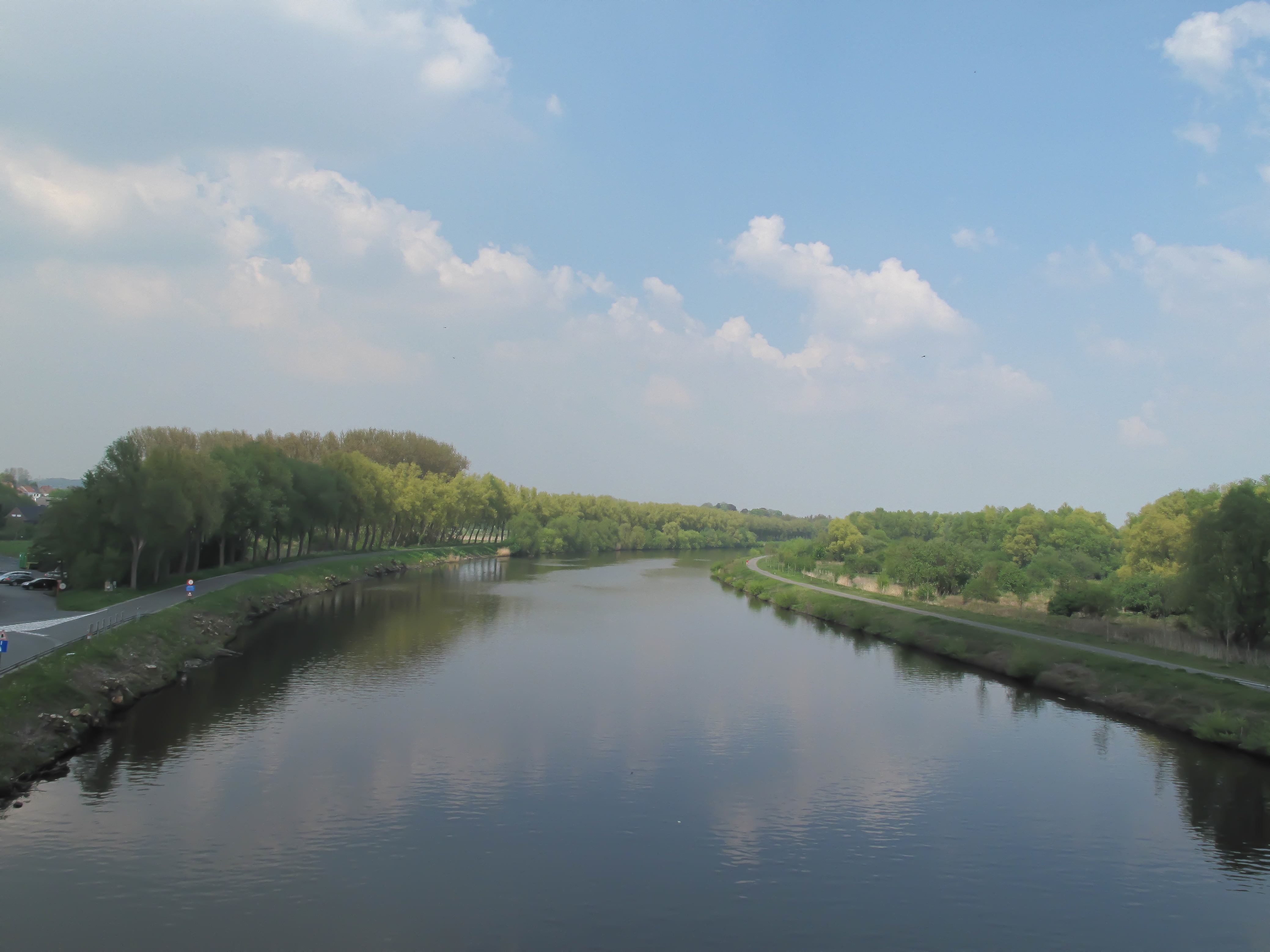
Schelde bei Oudenaarde
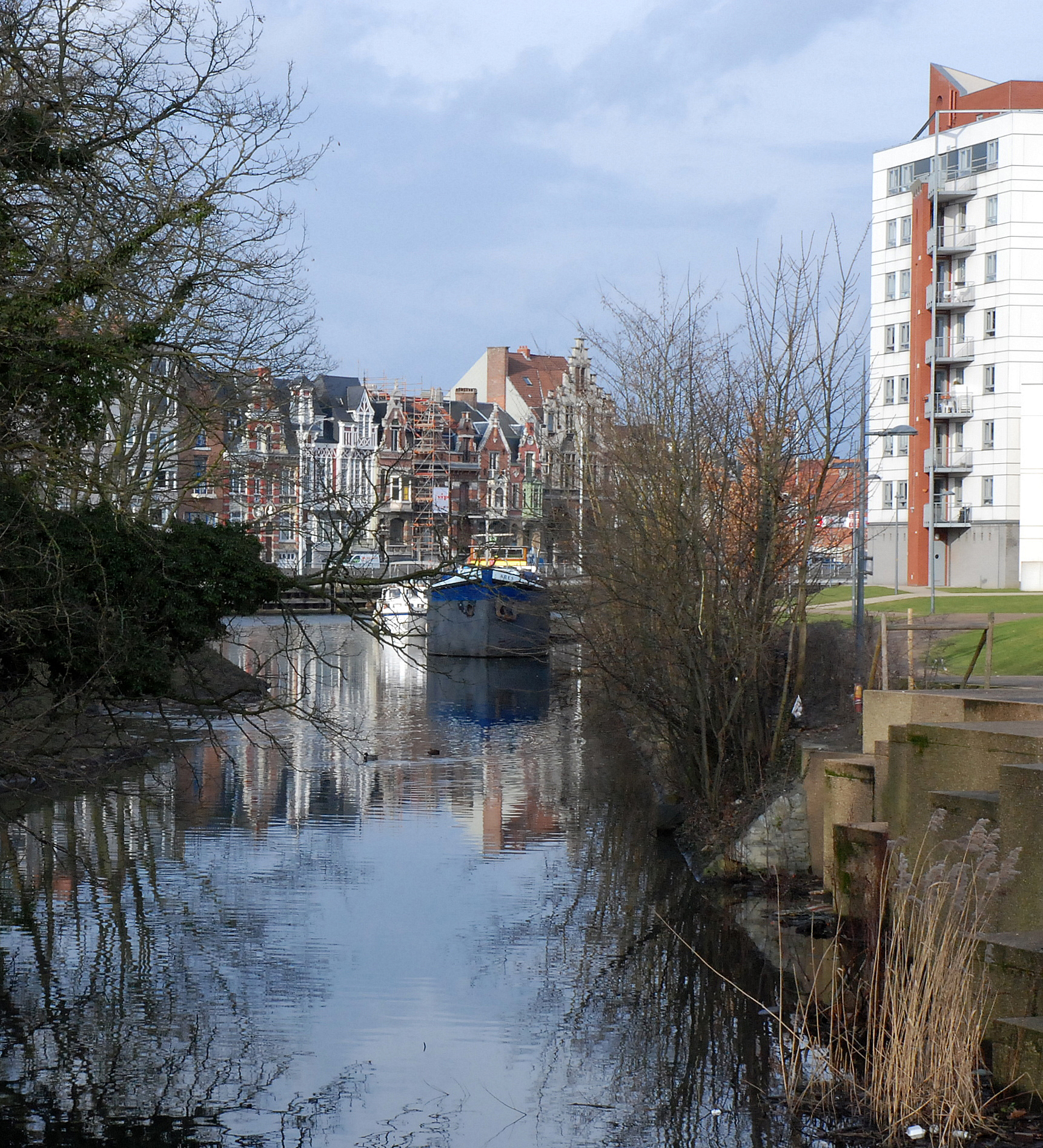
Scheldearm Franse Vaart in Gent
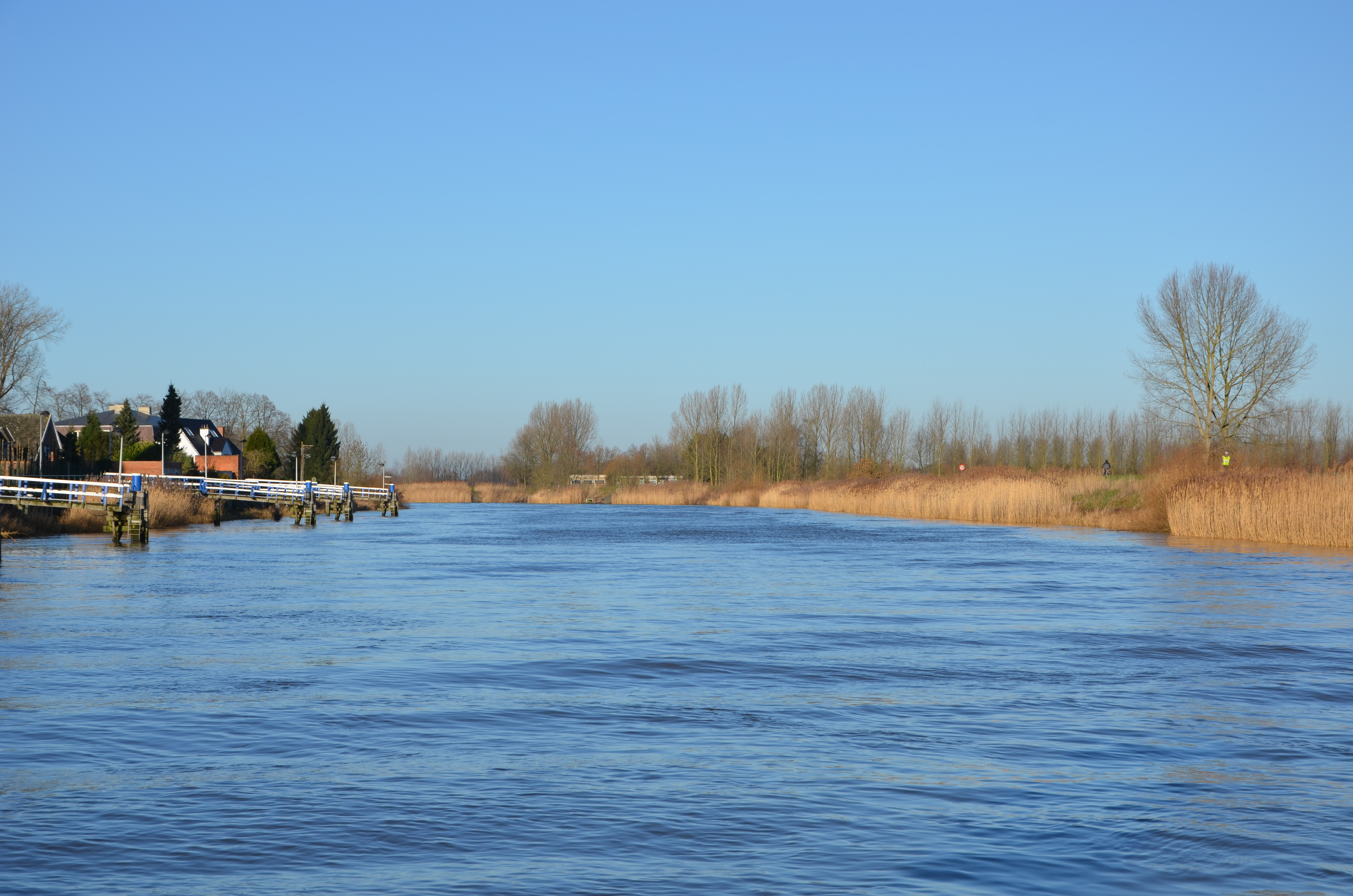
Schelde bei Schellebelle
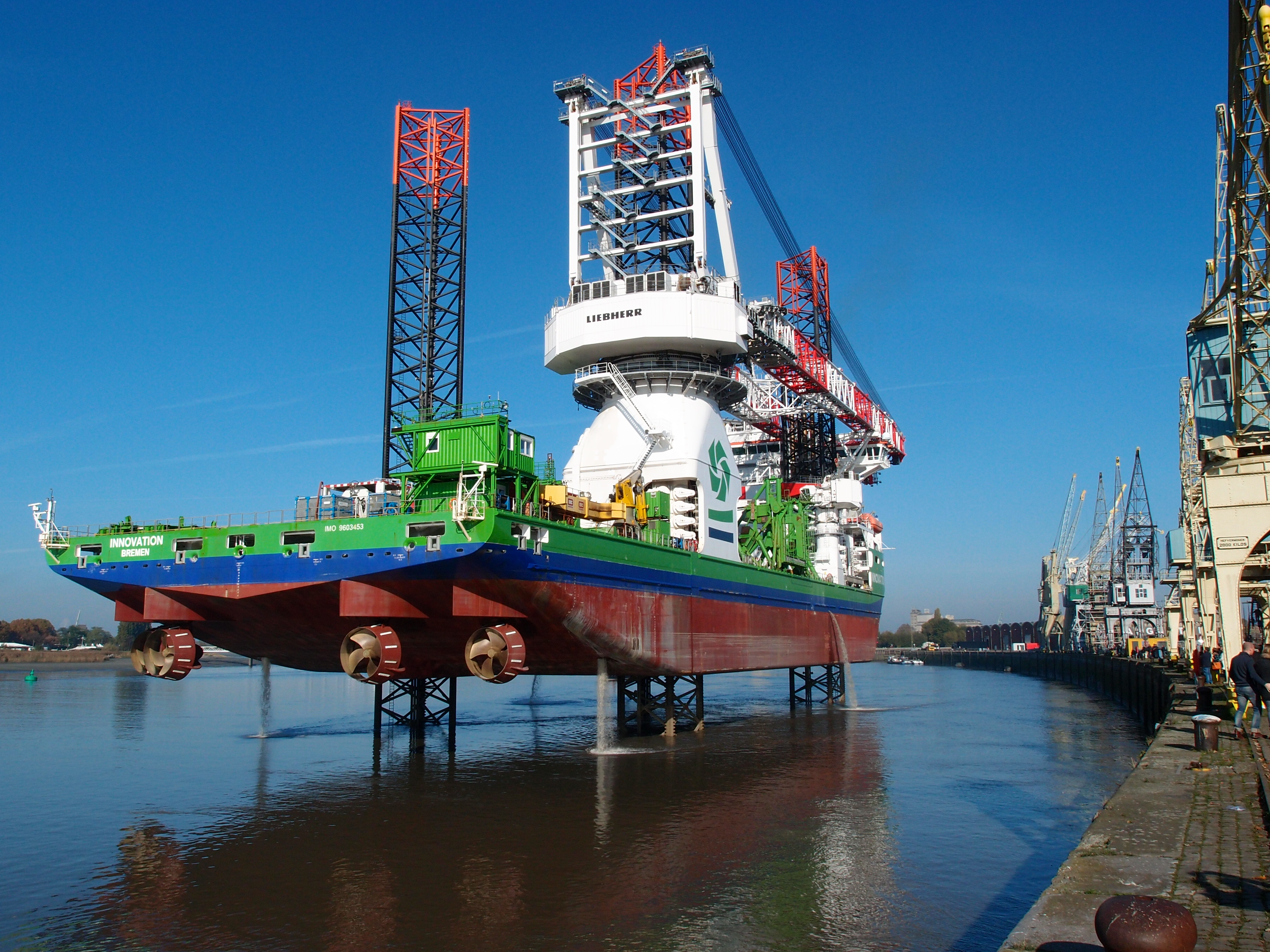
Errichterschiff Innovation in Antwerpen

## Kulturräumliche und geschichtliche Aspekte
In der Antike wurde der Fluss Scaldis genannt. Vermutlich entspricht ihr auch der bei Ptolemäus erwähnte Fluss Tabuda oder Tabula.
Die Schelde hat seit dem Mittelalter eine wichtige Rolle in der wirtschaftlichen und politischen Entwicklung von Flandern, Brabant und Hennegau gespielt. Sie war lange Zeit Grenze zwischen dem Königreich Frankreich und dem Heiligen Römischen Reich. Trichtermündungen waren gut gegen Angreifer von der See zu verteidigen, seit die Artillerie weit und einigermaßen präzise schießen konnte. Nützlich war auch, dass Häfen in Trichtermündungen Schiffen einen besseren Schutz vor Stürmen bieten als Häfen, die direkt an der Küste liegen. Die gleiche Rahmenbedingung war es auch, die begünstigte, dass Städte wie Hamburg (Elbe), Emden (Ems) und London (Themse) sich zu wichtigen Häfen entwickeln konnten.
Vauban nutzte die Schelde, um die Festungen von Valenciennes, Bouchain, Condé-sur-l’Escaut und Cambrai zu verteidigen. Seit der spanischen Eroberung von Antwerpen 1585 war die Schelde bis ins 19. Jahrhundert durch die niederländische Flotte gesperrt.
Ab dem 10. Mai 1940 besetzten deutsche Truppen die Benelux-Staaten (und im Juni im Westfeldzug auch Nordfrankreich). Im August 1944 rückten alliierte Truppen zügig voran; der Hafen von Antwerpen konnte Anfang September von der britischen 2. Armee befreit werden. Da Antwerpen aber im Hinterland der Scheldemündung, etwa 80 Kilometer von der Küste entfernt liegt, war eine Nutzung erst möglich, als es gelang, die starken deutschen Artilleriestellungen auf der vorgelagerten Halbinsel Walcheren auszuschalten. Dies geschah in der langen und blutigen Schlacht an der Scheldemündung.

## Schifffahrt
Die Schelde ist nahezu auf ihrem gesamten Verlauf mit Schiffen befahrbar, im Oberlauf ist sie ausgebaut als Canal de Saint-Quentin, den sie mit Wasser versorgt, ab Cambrai als selbständiger kanalisierter Fluss. Durch die Einmündung des Canal de la Sensée als Teil des Großschifffahrtswegs Dünkirchen-Schelde (französisch: Liaison à grand gabarit Dunkerque-Escaut) ist sie zu einer bedeutenden Schifffahrtsstraße in Nordfrankreich und Belgien geworden.

## Nebenflüsse der Schelde
– Gewässer von namentlich unter 25 km sind mit aufgenommen, wenn sie als Teil eines längeren Wasserlaufs zu betrachten sind.
| Die Schelde, ihre Nebenflüsse und deren Nebenflüsse ab 25 km Länge (Reihenfolge flussaufwärts) |                                                    |                                                    |                                                    |                                                    |                                                    |                                             |                                               |             |                       |                          |
| Darstellungsweise: - Die Angabe der Einmündungsseite („rechts“/„links“) steht linksbündig unter dem Namenskästchen des Flusses, in den der Zufluss mündet. - Pfeile sind flussabwärts gerichtet und markieren obere Teile eines schon vorher erwähnten Flusslaufs, - wo ein weiter oben eingetragenes Gewässer die Fortsetzung des in der Zeile dargestellten Gewässers oder Gewässerabschnitts darstellt. - wo namentlich oder nach hydrografischer Definition das oben erwähnte Gewässer aus einem Zusammenfluss entsteht. |                                                    |                                                    |                                                    |                                                    |                                                    |                                             |                                               |             |                       |                          |
| Zufluss in Fließrichtung gesehen von | Zufluss in Fließrichtung gesehen von               | Zufluss in Fließrichtung gesehen von               | Name                                               | Name                                               | Name                                               | Lage der Mündung                            | Gewässerkennzahl: BE: verschiedene FR: SANDRE | Länge [km]  | Einzugs- gebiet [km²] | mittlerer Abfluss [m³/s] |
| Westerschelde (als Ästuar) | Westerschelde (als Ästuar)                         | Westerschelde (als Ästuar)                         | Westerschelde (als Ästuar)                         | Westerschelde (als Ästuar)                         | Westerschelde (als Ästuar)                         | Vlissingen                                  |                                               | ca. 56      |                       |                          |
| ↑ Schelde | ↑ Schelde                                          | ↑ Schelde                                          | ↑ Schelde                                          | ↑ Schelde                                          | ↑ Schelde                                          | Zandvliet                                   | BV10 ← E---004- ← E1280600 ← E1000600         | 380,0       | 21 863                | 127,00                   |
| rechts | Rupel aus:                                         | Rupel aus:                                         | Rupel aus:                                         | Rupel aus:                                         | Rupel aus:                                         | Niel                                        |                                               | 012,0       |                       |                          |
| rechts | ↑ rechts                                           | Nete                                               | Nete                                               | Nete                                               | Nete                                               | Rumst, NW von Mechelen                      |                                               | 015,0       |                       |                          |
| rechts | ↑ rechts                                           | ↑ rechts                                           | Kleine Nete                                        | Kleine Nete                                        | Kleine Nete                                        | Lier                                        |                                               | 044,0       |                       |                          |
| rechts | ↑ rechts                                           | ↑ links                                            | Grote Nete                                         | Grote Nete                                         | Grote Nete                                         | Lier                                        |                                               | 044,0       |                       |                          |
| rechts | ↑ links                                            | Dijle / Dyle                                       | Dijle / Dyle                                       | Dijle / Dyle                                       | Dijle / Dyle                                       | Rumst, NW von Mechelen                      | VL05–77, -78                                  | 086,0       |                       | 025,00                   |
| rechts | ↑ links                                            | links                                              | Zenne / Senne                                      | Zenne / Senne                                      | Zenne / Senne                                      | Heffen, NW von Mechelen                     |                                               | 103,0       | 01 164                | 005,50                   |
| rechts | ↑ links                                            | links                                              | rechts                                             | Zinnet / Senette                                   | Zinnet / Senette                                   | Tubeke-Klabbeek                             |                                               | 035,0       |                       |                          |
| rechts | ↑ links                                            | links                                              | Laan / Lasne                                       | Laan / Lasne                                       | Laan / Lasne                                       | Sint-Joris-Weert                            | VL05_84                                       | 026,0       | 00,109                |                          |
| rechts | ↑ links                                            | rechts                                             | Demer                                              | Demer                                              | Demer                                              | Rotselaar                                   |                                               | 085,0       |                       |                          |
| rechts | ↑ links                                            | rechts                                             | links                                              | Velp                                               | Velp                                               | Diest                                       |                                               | 035,0       |                       |                          |
| rechts | ↑ links                                            | rechts                                             | links                                              | Gete / Gette = Gète aus:                           | Gete / Gette = Gète aus:                           | Halen (zusammen mit Herk)                   | VB: 4.001                                     | 012,7       |                       |                          |
| rechts | ↑ links                                            | rechts                                             | links                                              | ↑ rechts                                           | Grote Gete = Tiense Gete                           | Zoutleeuw-Budingen                          | VB: 4.002                                     | 051,0       |                       |                          |
| rechts | ↑ links                                            | rechts                                             | links                                              | ↑ links                                            | Kleine Gete                                        | Zoutleeuw-Budingen                          | VB: 4.003                                     | 036,0       |                       |                          |
| rechts | ↑ links                                            | rechts                                             | links                                              | Herk                                               | Herk                                               | Halen (zusammen mit Gete)                   |                                               | 043,0       |                       |                          |
| links | Durme (ohne ehem. Oberlauf westlich von Gent)      | Durme (ohne ehem. Oberlauf westlich von Gent)      | Durme (ohne ehem. Oberlauf westlich von Gent)      | Durme (ohne ehem. Oberlauf westlich von Gent)      | Durme (ohne ehem. Oberlauf westlich von Gent)      | 3 km oberhalb v. Temse                      |                                               | 24,6 / 47,1 |                       |                          |
| links | ↑ Moervaart (aus Abzweig vom Kanal Gent–Terneuzen) | ↑ Moervaart (aus Abzweig vom Kanal Gent–Terneuzen) | ↑ Moervaart (aus Abzweig vom Kanal Gent–Terneuzen) | ↑ Moervaart (aus Abzweig vom Kanal Gent–Terneuzen) | ↑ Moervaart (aus Abzweig vom Kanal Gent–Terneuzen) | Lokeren                                     |                                               | 022,5       |                       |                          |
| rechts | Dender                                             | Dender                                             | Dender                                             | Dender                                             | Dender                                             | Dendermonde                                 | BV18 = 0518                                   | 065,0       | 00,040                | 010,00                   |
| rechts | rechts                                             | Mark / Marcq                                       | Mark / Marcq                                       | Mark / Marcq                                       | Mark / Marcq                                       | Lessines-Deux-Acren                         | 05215                                         | 028         |                       |                          |
| links | Leie / Lys                                         | Leie / Lys                                         | Leie / Lys                                         | Leie / Lys                                         | Leie / Lys                                         | Gent                                        | BV 51; VL05_48, -49, -50                      | 114,7       | 00,202                | 022,00                   |
| links | links                                              | Mandel (teilweise verrohrt)                        | Mandel (teilweise verrohrt)                        | Mandel (teilweise verrohrt)                        | Mandel (teilweise verrohrt)                        | Oeselgem (nicht mehr Deinze)                | VL05_50, -51                                  | 0039,5      |                       |                          |
| links | rechts                                             | Deûle / Deûle (über die Hälfte kanalisiert)        | Deûle / Deûle (über die Hälfte kanalisiert)        | Deûle / Deûle (über die Hälfte kanalisiert)        | Deûle / Deûle (über die Hälfte kanalisiert)        | Deûlemont                                   | E3--021-, E3010770                            | 058,8       | 01 071                | 08,0                     |
| links | rechts                                             | rechts                                             | Marque                                             | Marque                                             | Marque                                             | Marquette-lez-Lille                         | E3340600                                      | 031,6       | 09,215                |                          |
| links | Scarpe                                             | Scarpe                                             | Scarpe                                             | Scarpe                                             | Scarpe                                             | Mortagne-du-Nord, nahe südl. der F/B Grenze | E2--0110, E2010600                            | 102,0       | 01 322                | 002,60                   |
| rechts | Haine (fläm. Hene)                                 | Haine (fläm. Hene)                                 | Haine (fläm. Hene)                                 | Haine (fläm. Hene)                                 | Haine (fläm. Hene)                                 | Condé-sur-l’Escaut                          | E1820402                                      | 072,0       | 00,179                |                          |
| rechts | links                                              | Hogneau = Honniau = Grande Honnelle                | Hogneau = Honniau = Grande Honnelle                | Hogneau = Honniau = Grande Honnelle                | Hogneau = Honniau = Grande Honnelle                | Thivencelle                                 | E1820700                                      | 037,6       | 00,240                | 001,95                   |
| rechts | links                                              | links                                              | Aunelle                                            | Aunelle                                            | Aunelle                                            | Crespin                                     | E1820800                                      | 027,3       |                       |                          |
| rechts | Écaillon                                           | Écaillon                                           | Écaillon                                           | Écaillon                                           | Écaillon                                           | Prouvy                                      | E1760750                                      | 033,2       | 00,173                | 001,20                   |
| rechts | Selle                                              | Selle                                              | Selle                                              | Selle                                              | Selle                                              |                                             | E1720600                                      | 045,9       | 00,252                | 002,40                   |
| rechts | Erclin = Erclain                                   | Erclin = Erclain                                   | Erclin = Erclain                                   | Erclin = Erclain                                   | Erclin = Erclain                                   | Iwuy                                        | E1310600                                      | 034,1       | 00,160                |                          |
| links | Sensée                                             | Sensée                                             | Sensée                                             | Sensée                                             | Sensée                                             | südl. Bouchain                              | E1560600                                      | 047,0       |                       |                          |

## Städte an der Schelde
| Name             | Einwohner: F: Gemeinde B: Kernstadt | Einwohner: F: Aire urbaine B, NL: Gemeinde | Meereshöhe [m] | Anmerkung                                  |
| ---------------- | ----------------------------------- | ------------------------------------------ | -------------- | ------------------------------------------ |
| Frankreich:      |                                     |                                            |                |                                            |
| Cambrai          | 32 897                              | 58 330                                     | 41–101         |                                            |
| Valenciennes     | 43 787                              | 367 992                                    | 17–56          | nordfranzösisch-belgisches Industriegebiet |
| Belgien          |                                     |                                            |                |                                            |
| Tournai          | 35 004                              | 69 751                                     | 15–50          | nordfranzösisch-belgisches Industriegebiet |
| Oudenaarde       | 5 338                               | 30 318                                     | 10–30          |                                            |
| Gent             | 249 008                             | 249 008                                    | 4–15           |                                            |
| Dendermonde      | 9 207                               | 44 546                                     | 2–10           |                                            |
| Antwerpen        | 204 742                             | 506 922                                    |                |                                            |
| Niederlande      |                                     |                                            |                |                                            |
| (Bergen op Zoom) |                                     | 66 283                                     |                | Oosterschelde                              |
| Terneuzen        |                                     | 54 713                                     |                | Kanal Gent–Terneuzen                       |
| Vlissingen       |                                     | 44 980                                     |                |                                            |

## Sonstiges
Am Ufer der Schelde spielt die Handlung der romantischen Oper Lohengrin von Richard Wagner.
Der Asteroid (30773) Schelde ist nach dem Fluss benannt.
Lode van der Linden (1888–1960) malte zahlreiche Scheldemotive.
Am linken Ufer des Schelde-Ästuars 15 km nördlich von Antwerpen liegt das Kernkraftwerk Doel. Seine vier großen Kühltürme und deren Dampfschwaden sind weithin sichtbare Landmarken. Das KKW hat vier Druckwasserreaktoren: zwei mit je 433 MW elektrischer Nettoleistung und zwei mit etwa 1000 MW. Der Kernreaktor Doel-3 (Baubeginn 1975) hat, wie auch der Kernreaktor Tihange-2, tausende Risse im Reaktordruckbehälter.
Im Uferbereich der Stadt Antwerpen wurde Anfang der 1930er Jahre ein Fußgängertunnel unter dem Flussbett gebaut. Der Tunnel erhielt die Bezeichnung Sint-Annatunnel. Zudem gibt es einen Tunnel für den Kraftverkehr, den Waaslandtunnel.